# Élections législatives roumaines de 1952
Des élections législatives ont lieu en Roumanie le 30 novembre 1952, pour élire les 428 membres de la Grande Assemblée nationale de Roumanie.

## Résultats
| Inscrits                     | Inscrits                 | Inscrits                 | 10 574 475 |             |                       |                       |
| Abstentions                  | Abstentions              | Abstentions              | 220 986    | 2,09 %      |                       |                       |
| Votants                      | Votants                  | Votants                  | 10 353 489 | 97,91 %     |                       |                       |
|                              |                          |                          |            |             |                       |                       |
| Bulletins enregistrés        | Bulletins enregistrés    | Bulletins enregistrés    | 10 353 489 |             |                       |                       |
| Bulletins blancs ou nuls     | Bulletins blancs ou nuls | Bulletins blancs ou nuls | 165 656    | 1,6 %       |                       |                       |
| Suffrages exprimés           | Suffrages exprimés       | Suffrages exprimés       | 10 187 833 | 98,4 %      | 428 sièges à pourvoir | 428 sièges à pourvoir |
|                              |                          |                          |            |             |                       |                       |
| Liste                        | Tête de liste            |                          | Suffrages  | Pourcentage | Sièges acquis         | Var.                  |
| Front démocratique populaire | Néant                    |                          | 10 187 833 | 100 %       | 428 / 428             |                       |